# Lee Featherstone
Lee Featherstone (sinh ngày 20 tháng 7 năm 1983) là một cầu thủ bóng đá người Anh thi đấu ở vị trí tiền vệ thi đấu cho Woolley Moor United.
Trước đó anh chơi ở Football League cho Scunthorpe United, cũng như cấp độ nghiệp dư cho Harrogate Town, Alfreton Town và Matlock Town.